# Поджо Катино
По̀джо Катѝно (на италиански: Poggio Catino) е село и община в Централна Италия, провинция Риети, регион Лацио. Разположено е на 387 m надморска височина. Населението на общината е 1371 души (към 2010 г.).